# Maxine Audley
Pour les articles homonymes, voir Audley.
Maxine Audley est une actrice anglaise, née le 29 avril 1923 à Londres, ville où elle est morte le 23 juillet 1992.

## Filmographie
- 1948 : Anna Karénine (Anna Karenina)
- 1953 : The Pleasure Garden (en) : Lady Ennui
- 1953 : L'Aiglon (téléfilm) : Archduchess
- 1954 : La bête s'éveille (The Sleeping Tiger) : Carol
- 1957 : Miss Ba (The Barretts of Whimpole Street), de Sidney Franklin : Arabel
- 1957 : Kenilworth (série télévisée) : Queen Elizabeth I
- 1957 : Le Prince et la danseuse (The Prince and the Showgirl) : Lady Sunningdale
- 1957 : Un roi à New York (A King in New York) : Queen Irene
- 1958 : Dunkerque (Dunkirk) : Diana Foreman
- 1958 : Les Vikings (The Vikings) : Enid
- 1958 : The Noble Spaniard (téléfilm)
- 1959 : Notre agent à La Havane (Our Man in Havana) : Teresa
- 1959 : The Voodoo Factor (téléfilm) : Marion Whittaker
- 1960 : Bluebeard's Ten Honeymoons : Cynthia
- 1960 : Le Voyeur (Peeping Tom) : Mrs. Stephens
- 1960 : Un homme pour le bagne (Hell Is a City) : Julia Martineau
- 1960 : The Trials of Oscar Wilde : Ada Leverson
- 1961 : The Man at the Carlton Tower : Lydia Daney
- 1961 : Petticoat Pirates : Superintendent
- 1962 : La Vengeance du docteur Corrie : Marion Fane
- 1963 : Ricochet : Yvonne Phipps
- 1963 : Le Saint : Le Roi des mendiants (saison 2 épisode 9) : Dolores Marcello
- 1964 : Never Mention Murder : Liz Teasdale
- 1964 : A Jolly Bad Fellow (en) de Don Chaffey : Clarinda Bowles-Ottery
- 1965 : La Bataille de la Villa Fiorita (The Battle of the villa Fiorita) : Charmian
- 1965 : L'Extase et l'Agonie (The Agony and the Ecstasy) : Woman
- 1966 : Koroshi (téléfilm) : Pauline
- 1966 : Ransom for a Pretty Girl (feuilleton TV) : Sophia
- 1967 : Here We Go Round the Mulberry Bush : Mrs. Beauchamp
- 1967 : Great Expectations (série télévisée) : Miss. Havisham
- 1968 : What Maisie Knew (téléfilm) : Ida Farange
- 1968 : Un cri dans l'ombre (House of Cards) : Matilde Rosier
- 1969 : Davey des grands chemins (Sinful Davey) : Duchess of Argyll
- 1969 : Le Retour de Frankenstein (Frankenstein Must Be Destroyed) : Ella Brandt
- 1970 : Le Miroir aux espions (The Looking Glass War) : Mrs. LeClerc
- 1972 : Running Scared : Mrs. Betancourt
- 1972 : Napoleon and Love (feuilleton TV) : Madame Permon
- 1974 : L'Enfance de Dominique (Boy Dominic) (série télévisée) : Lady Charlotte
- 1980 : Flickers (feuilleton TV) : Gwendoline 'Gwen' Harper
- 1984 : Morgan's Boy (téléfilm) : Eileen Gregory
- 1986 : Zastrozzi: A Romance (feuilleton TV) : Bianca
- 1989 : Shalom Joan Collins (téléfilm) : Rachel
- 1990 : A Ghost in Monte Carlo (téléfilm) : Lady Stanford
- 1991 : Suspect numéro 1 (Prime Suspect) (téléfilm) : Mrs. Marlow